# Ottenschlag (Dolní Rakousy)
Ottenschlag je městys v Rakousku ve spolkové zemi Dolní Rakousy v okrese Zwettl. Žije v něm 998 obyvatel (podle sčítání z roku 2016).

## Poloha
Ottenschlag se nachází v západní části spolkové země Dolní Rakousy v regionu Waldviertel. Leží asi 20 km jižně od okresního města a prochází jím silnice B36, která vede z Dobersbergu přes Waidhofen an der Thaya a Zwettl až na břeh Dunaje a silnice B217, která spojuje B36 s B3. Jeho rozloha činí 26,13 km², z nichž 57,31 % je zalesněných.

### Členění
Území městyse Ottenschlag se skládá z jedenácti částí:
- Armschlag
- Bernreith
- Endlas
- Hacklhof
- Haiden
- Hammerwerk
- Jungschlag
- Neuhof
- Oedwinkel
- Ottenschlag
- Reith

## Historie
Datum založení Ottenschlagu není přesně známý. Listina z roku 1096 je známá jako padělaná, ale přecijen zrnko pravdy zde můžeme nalézt. Městys založil okolo roku 1100 knížecí úředník Otto von Lautisdorf. (Ve stejném čase jeho bratr Berthold založil Kleinpertholz.)
V roce 1596 zde bylo dějiště rolnického povstání. Při reformách v 16. století byl Ottenschlag centrem protestantismu. Během třicetileté války Švédi obléhali zdejší zámek a zničili obec i s kostelem.
Celkem šestkrát zasáhl městys požár, naposledy roku 1911. 20. dubna 1945 byl Ottenschlag bombardován ruskými bombardéry, přičemž bylo zasaženo 56 domů.

## Osobnosti
- Karl Fichtinger (1923–1996), politik

## Galerie

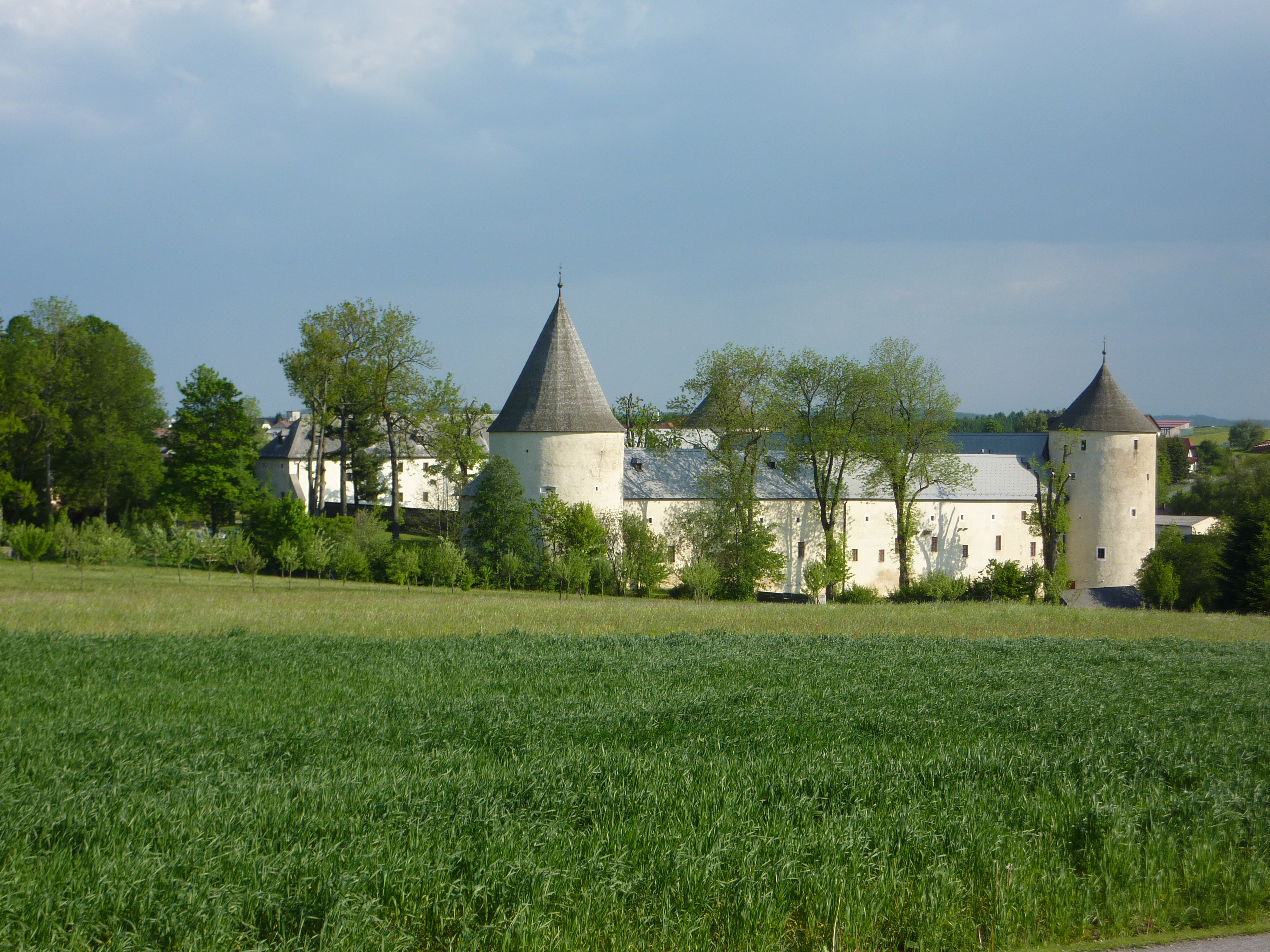
Zámek Ottenschlag
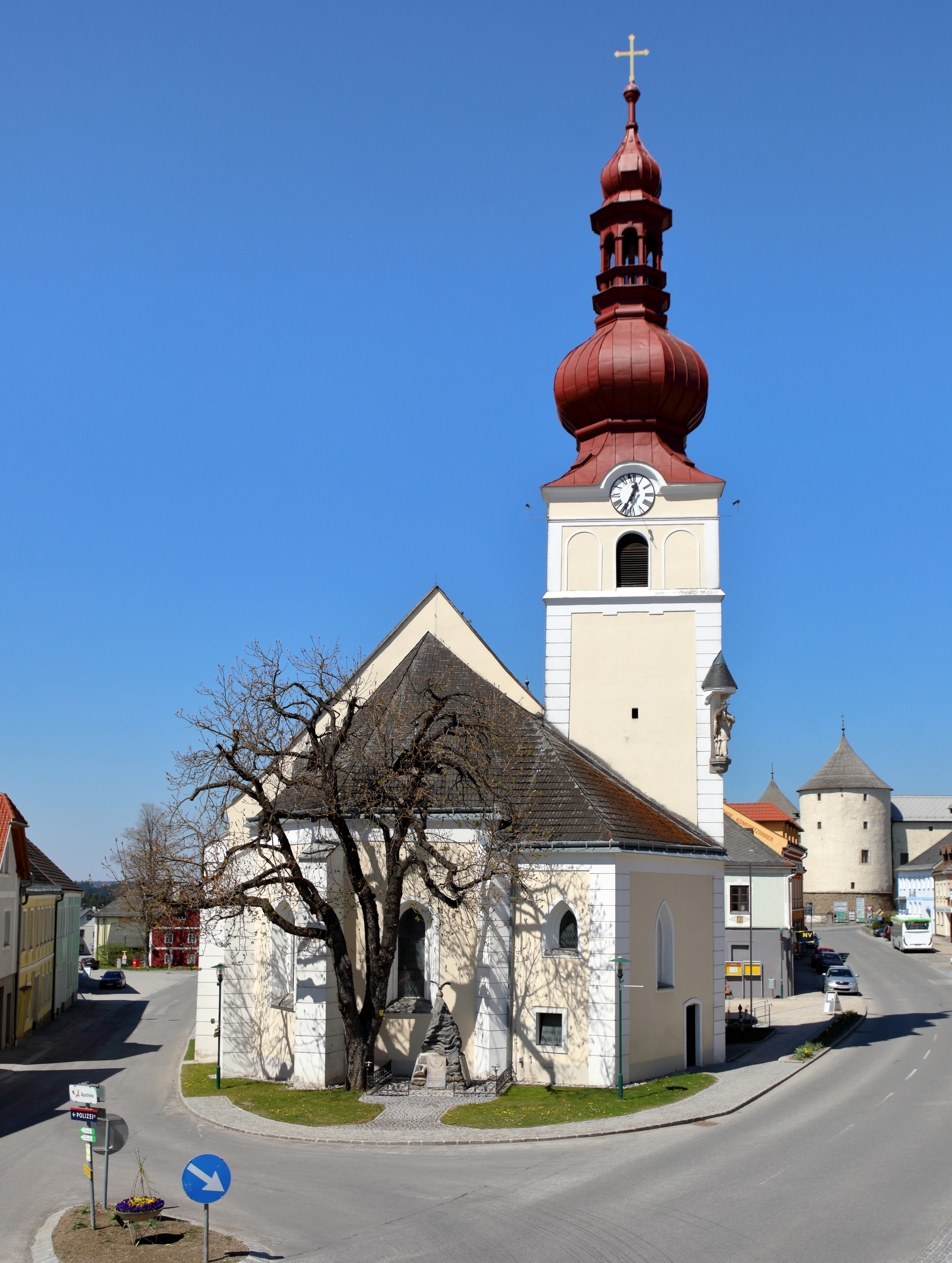
Farní kostel v Ottenschlagu
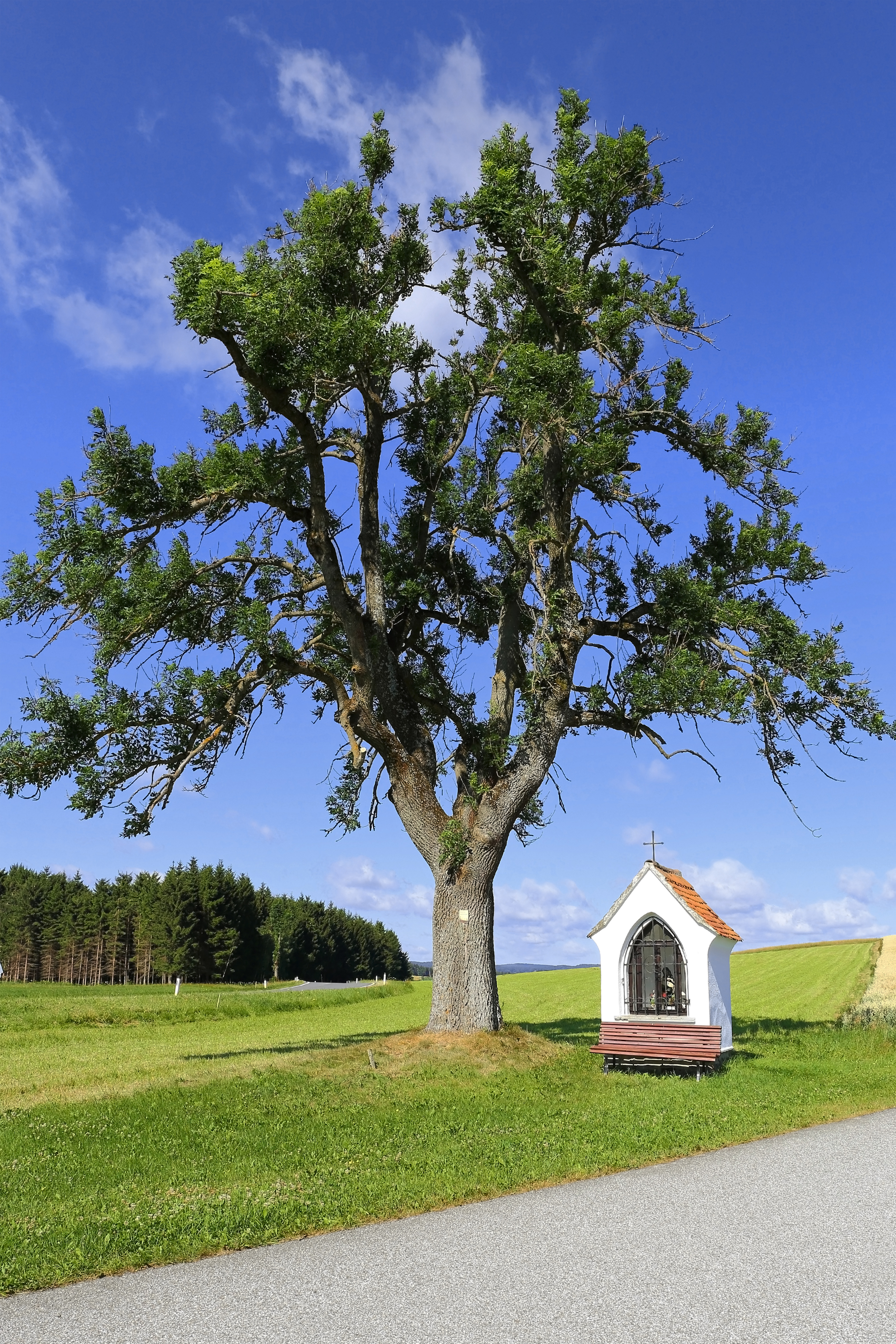
Krajina u Ottenschlagu
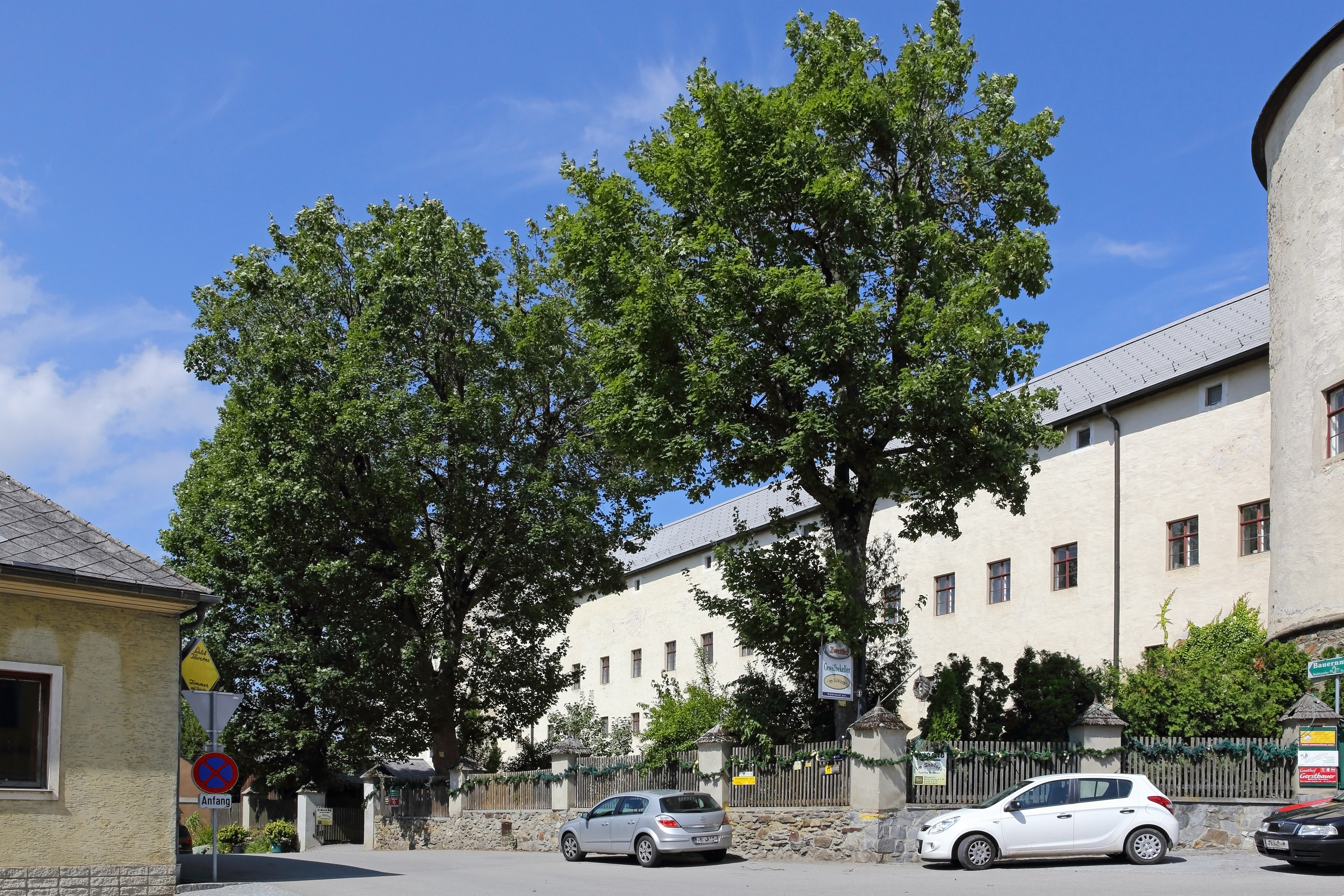
Ottenschlag